# Prix des lecteurs du Marché de la poésie de Montréal
Pour les articles homonymes, voir Poète (homonymie).
Le prix des lecteurs du Marché de la poésie de Montréal est un prix littéraire québécois, décerné par vote du public à l'occasion du Marché de la poésie de Montréal, organisé par la Maison de la poésie. Cinq recueils, sélectionnés par le jury de la Maison de la Poésie, sont en lice. Le prix vise à faire connaître au grand public une œuvre poétique reconnue par les pairs. Les candidats doivent avoir publié au moins cinq livres et avoir déjà reçu au moins un prix littéraire.  Avant 2007, le prix s'appelait simplement prix du poète et était également choisi par vote du public. 

## Lauréats
- 2001 : Roland Giguère
- 2002 : Denise Boucher
- 2004 : Michèle Lalonde
- 2006 : Jacques Brault
- 2007 : Jean-François Poupart
- 2008 : Rachel Leclerc